# Limnonectes
Limnonectes là một chi động vật lưỡng cư trong họ Dicroglossidae, thuộc bộ Anura. Theo Sách đỏ IUCN năm 2012 thì chi này có 51 loài và 24% bị đe dọa hoặc tuyệt chủng, tuy nhiên, đôi khi một vài loài mới vẫn được mô tả, và tại thời điểm tháng 1 năm 2015 thì AMNH công nhận 65 loài thuộc về chi này.

## Môi trường sống
Các loài ếch này được tìm thấy trong khu vực Đông và Đông Nam Á, phần lớn chủ yếu thấy gần các con suối trong rừng. Nhiều loài của chi Limnonectes có thể chiếm lĩnh cùng một khu vực. Các loài có cơ thể lớn tụm lại thành bầy xung quanh các con sông chảy nhanh, trong khi các loài nhỏ hơn sinh sống trong các bãi lá runghj hay trên các bờ suối. Đảo Sulawesi ở Indonesia là quê hương của ít nhất 15 loài ếch thuộc chi này, nhưng mới chỉ có 4 loài được chính thức mô tả.

## Vòng đời
Nòng nọc của chi này đã thích nghi với nhiều loại điều kiện. Phần lớn các loài (như L. blythii hay L. macrodon) phát triển bình thường, với nòng nọc bơi tự do để tìm thức ăn, nhưng nòng nọc của L. laticeps thì bơi tự do nhưng lại là nội dinh dưỡng, nghĩa là chúng không tìm thức ăn từ bên ngoài mà sống nhờ vào noãn hoàng đã lưu giữ cho tới khi biến thái thành ếch trưởng thành. Trước đây người ta cho rằng L. limborgi có sự phát triển trực tiếp (trứng nở thành ếch nhỏ nhưng đã định hình đầy đủ), nhưng các quan sát kỹ càng hơn cho thấy nó có giai đoạn ấu trùng bơi tự do nội dinh dưỡng; và điều này có lẽ cũng đúng với loài có quan hệ họ hàng gần là L. hascheanus. L. larvaepartus là loài ếch duy nhất đã biết tới nay là sinh trực tiếp ra con non ở dạng nòng nọc. Ếch đực thực hiện việc chăm sóc con non sơ sinh.

## Các loài
- Limnonectes acanthi (Taylor, 1923)
- Limnonectes alpinus (Huang & Ye, 1997)
- Limnonectes arathooni (Smith, 1927)
- Limnonectes asperatus (Inger, Boeadi & Taufik, 1996)
- Limnonectes bannaensis Ye, Fei & Jiang, 2007
- Limnonectes blythii (Boulenger, 1920)
- Limnonectes cintalubang Matsui, Nishikawa & Eto, 2014
- Limnonectes dabanus (Smith, 1922): Ếch gáy dô
- Limnonectes dammermani (Mertens, 1929)
- Limnonectes diuatus (Brown & Alcala, 1977)
- Limnonectes doriae (Boulenger, 1887)
- Limnonectes ferneri Siler, McVay, Diesmos & Brown, 2009
- Limnonectes finchi (Inger, 1966)
- Limnonectes fragilis (Liu & Hu, 1973)
- Limnonectes fujianensis Ye & Fei, 1994
- Limnonectes grunniens (Latreille, 1801)
- Limnonectes gyldenstolpei (Andersson, 1916)
- Limnonectes hascheanus (Stoliczka, 1870)
- Limnonectes heinrichi (Ahl, 1933)
- Limnonectes hikidai Matsui & Nishikawa, 2014
- Limnonectes ibanorum (Inger, 1964)
- Limnonectes ingeri (Kiew, 1978)
- Limnonectes isanensis McLeod, Kelly & Barley, 2012
- Limnonectes jarujini Matsui, Panha, Khonsue & Kuraishi, 2010
- Limnonectes kadarsani Iskandar, Boeadi & Sancoyo, 1996
- Limnonectes kenepaiensis (Inger, 1966)
- Limnonectes khammonensis (Smith, 1929)
- Limnonectes khasianus (Anderson, 1871)
- Limnonectes kohchangae (Smith, 1922)
- Limnonectes kuhlii (Tschudi, 1838): Ếch trơn
- Limnonectes larvaepartus Iskandar, Evans & McGuire, 2014
- Limnonectes leporinus Andersson, 1923
- Limnonectes leytensis (Boettger, 1893)
- Limnonectes limborgi (Sclater, 1892)
- Limnonectes liui (Yang, 1983)
- Limnonectes macrocephalus (Inger, 1954)
- Limnonectes macrodon (Duméril & Bibron, 1841)
- Limnonectes macrognathus (Boulenger, 1917)
- Limnonectes magnus (Stejneger, 1910)
- Limnonectes malesianus (Kiew, 1984)
- Limnonectes mawlyndipi (Chanda, 1990)
- Limnonectes medogensis (Fei, Ye & Huang, 1997)
- Limnonectes megastomias McLeod, 2008
- Limnonectes micrixalus (Taylor, 1923)
- Limnonectes microdiscus (Boettger, 1892)
- Limnonectes microtympanum (Van Kampen, 1907)
- Limnonectes modestus (Boulenger, 1882)
- Limnonectes namiyei (Stejneger, 1901)
- Limnonectes nitidus (Smedley, 1932)
- Limnonectes nguyenorum DAVID S. McLEOD, SCUYLER KURLBAUM, NGOC VAN HOANG, 2015[9]
- Limnonectes palavanensis (Boulenger, 1894)
- Limnonectes paramacrodon (Inger, 1966)
- Limnonectes parvus (Taylor, 1920)
- Limnonectes plicatellus (Stoliczka, 1873)
- Limnonectes poilani (Bourret, 1942): Ếch poilani
- Limnonectes rhacodus (Inger, Boeadi & Taufik, 1996)
- Limnonectes selatan Matsui, Belabut & Ahmad, 2014
- Limnonectes shompenorum Das, 1996
- Limnonectes sisikdagu McLeod, Horner, Husted, Barley & Iskandar, 2011
- Limnonectes taylori Matsui, Panha, Khonsue & Kuraishi, 2010
- Limnonectes timorensis (Smith, 1927)
- Limnonectes tweediei (Smith, 1935)
- Limnonectes utara Matsui, Belabut & Ahmad, 2014
- Limnonectes visayanus (Inger, 1954)
- Limnonectes woodworthi (Taylor, 1923)
- Limnonectes xizangensis (Hu, 1977)

## Hình ảnh

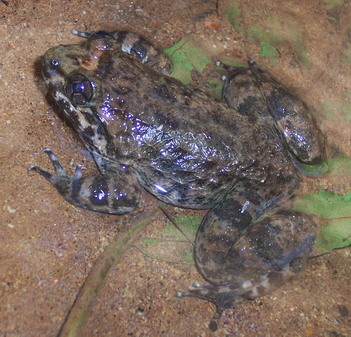
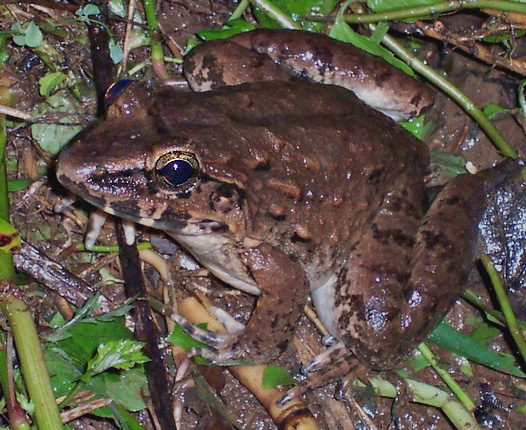
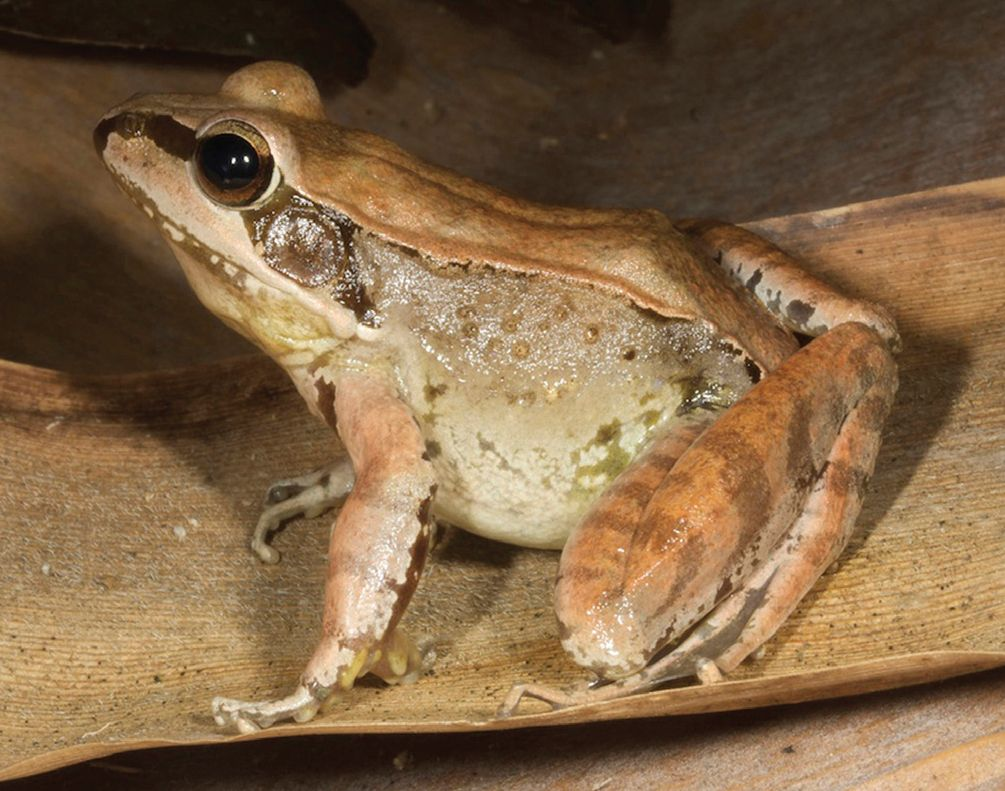
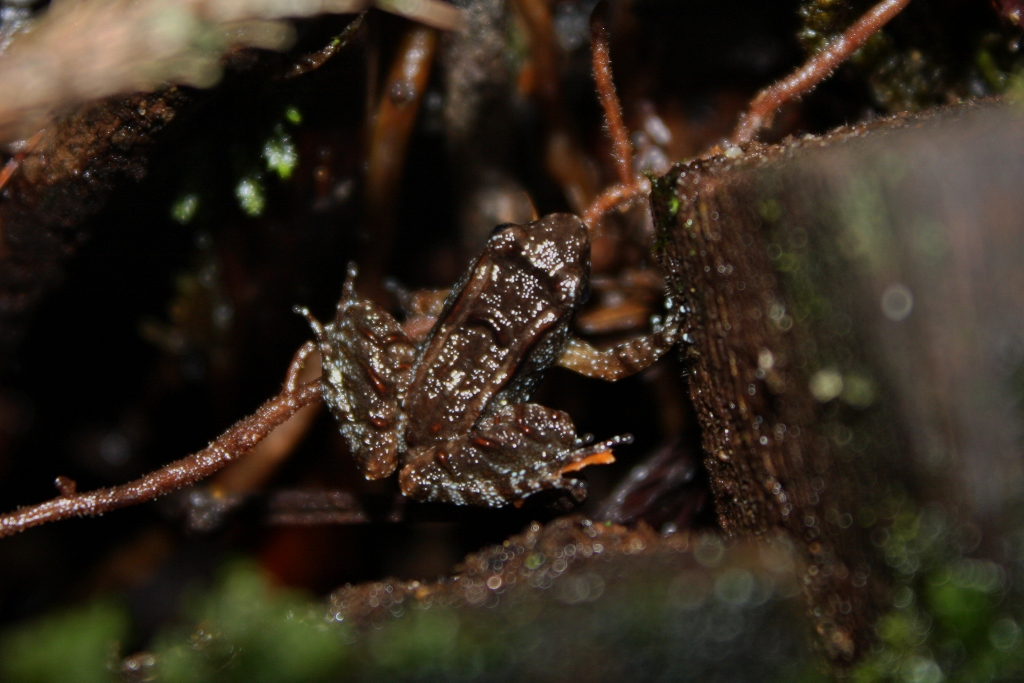